# La joguina
La joguina (títol original: The Toy) és una comèdia estatunidenca dirigida per Richard Donner i protagonitzada per Richard Pryor, Jackie Gleason, Ned Beatty, Scott Schwartz, Teresa Ganzel i Virginia Capers. Es tracta d'un remake de la pel·lícula francesa La Joguina de Francis Veber, estrenada l'any 1976. Ha estat doblada al català.

## Argument
Jack Brown (Pryor) és un periodista a l'atur a Baton Rouge, a Louisiana, en perill de veure la seva casa presa pel banc per falta de pagament. Després de nombroses temptatives infructuoses per obtenir una feina al periòdic local, està tan desesperat que accepta una feina com a « dona de fer feines » pel ric U.S. Bates (Gleason), que és el propietari del periòdic així com d'altres nombroses empreses. Brown és humiliat mentre que intenta maldestrament servir els convidats en un dinar al qual assisteix el mateix Bates. Ha reexpedit, però aterra malgrat tot en una feina a temps parcial en una revista pertanyent a Bates. Arriba Éric Bates (Schwartz), el fill esgarriat del patró, a qui el seu pare ha promès el que sigui en la revista. Divertit de veure Jack enredar-se en la secció de les joguines de la revista, Éric informa Sydney Morehouse (Beatty), el braç dret del seu pare, que vol el home de negre, és a dir el mateix Jack.

## Repartiment
- Richard Pryor: Jack Brown
- Jackie Gleason: U.S. Bates
- Ned Beatty: Mr. Morehouse
- Scott Schwartz: Eric Bates
- Teresa Ganzel: Fancy Bates
- Wilfrid Hyde-White: Barkley
- Annazette Chase: Angela
- Tony King: Clifford
- Don Hood: O'Brien
- Karen Leslie-Lyttle: La Fraulein
- Virginia Capers: Ruby Simpson
- B.J. Hopper: Geffran
- Linda McCann: Honey Russell
- Ray Spruell: Senador Newcomb
- Emmagatzemar Fontelieu: El fiscal Russell

## Rebuda
En el moment de la seva estrena, la pel·lícula va ser majoritàriament demolida pels crítics. Com a molt, alguns han estimat que la pel·lícula era malmetre els talents còmics de Pryor i Gleason. D'altres ha qualificat directament l'actuació de Pryor esclava dels temps moderns com degradant. La pel·lícula va ser igualment acusada de racisme per això, i igualment a causa de la presència de moltes banderes confederades amagats per tota la pel·lícula. El lloc web Rotten Tomatoes va posar aquesta pel·lícula al primer lloc de les pel·lícules juvenils més inapropriades pels nens, a més de fer befa del fet que Scott Schwartz va esdevenir més tard una estrella del porno.
Tanmateix, la pel·lícula va funcionar molt millor amb el públic, informant als Estats Units aproximadament 47 milions de dòlars al box-office, sent la 14a de més èxit de l'any 1982.